# Henry Petroski
Henry Petroski (Brooklyn, Nueva York, 6 de febrero de 1942-14 de junio de 2023) fue un ingeniero civil estadounidense profesor en la Universidad de Duke en Durham (Carolina del Norte), donde se especializa en análisis de fallos. 

## Biografía
Petroski nació en Brooklyn, Nueva York, y en 1963 recibió su graduado del Manhattan College. Consiguió su doctorado en Mecánicas Teóricas y Aplicadas de la Universidad de Illinois en Urbana-Champaign (1968). Antes de iniciar su trabajo en Duke en 1980, trabajó en la Universidad de Tejas en Austin (1968-1974) y para el Argonne National Laboratory (1975-1980). 
Es un autor prolífico, ha escrito una docena de libros, destacando entre ellos To Engineer is Human: The Role of Failure in Successful Design (1985) y otros libros detallando la historia del diseño de una multitud de objetos comunes de uso corriente, como las vajillas de plata, los lápices, y los clips. Efectúa conferencias frecuentemente, y contribuye semanalmente a la revista American Scientist.

## Premios y distinciones
Petroski ha recibido títulos honorarios del Universidad de Clarkson, Trinity College, Universidad de Valparaiso y el Manhattan College. Fue un ingeniero colegiado en Tejas, socio de la American Society of Civil Engineers, y miembro de la American Academy of Arts and Sciences y la United States National Academy of Engineering.